# کوشنگا
کوشنگا (انگلیسی: Koxinga; ۲۷ اوت ۱۶۲۴ –۲۳ ژوئن ۱۶۶۲ (سن ۳۷)) سیاستمدار اهل دودمان مینگ و ارباب پادشاهی تانگنینگ بود.